# إسحاق بن بهلول التنوخي
إسحاق بن بهلول بن حسان بن سنان، أبو يعقوب التنوخي الأنباري. من أهل الأنبار، كان حسن العلم واللغة والنحو والشعر، رحل في الحديث إلى بغداد، والكوفة، والبصرة، والمدينة، ومكة.

## سيرته
كان إسحاق بن بهلول سمحا سخيا، وكان يأخذ من أرزاقه بمقدار القوت، ويفرق ما يبقى بعد ذلك على ولده والأباعد، وكان له غلام وبغل يستقي الماء ويصبه لقراباته. يروي إسماعيل بن يعقوب عن عمه البهلول بن إسحاق قال: استدعى المتوكل أبي إلى سر من رأى حتى حدثه وسمع منه وقرئ له عليه حديث كثير، ثم أمر فنصب له منبر وكان يحدث عليه في المسجد الجامع بسر من رأى. وأقطعه إقطاعا في كل سنة مبلغه اثنا عشر ألفا، وأقام إلى أن قدم المستعين بغداد فخاف أبي الأتراك أن يكسبوا الأنبار فانحدر إلى بغداد عاجلا، ولم يحمل معه شيئا من كتبه، فطالبه محمد بن عبد الله بن طاهر أن يحدث، فحدث ببغداد من حفظه خمسين ألف حديث، لم يخطئ في شيئ منها.

## روايته للحديث
ارتحل إسحاق بن بهلول في طلب الحديث إلى بغداد والكوفة والبصرة والمدينة ومكة، حيث سمع أباه البهلول بن حسان، ويحيى بن آدم، ووكيع بن الجراح، وأبا معاوية الضرير، ويعلى بن عبيد، ومحمد بن عبيد، وأبا يحيى الحماني، وعمرو بن الهيثم، وإسماعيل بن علية، وعلي بن عاصم، وشعيب بن حرب، وعفان بن مسلم، وأبا داود الحفري، وعبد الله بن نمير، وأبا نعيم، وعبيد الله بن موسى، وقبيضة بن عقبة، ومحمد بن القاسم الأسدي، ومعاوية بن هشام، وحسينا الجعفي، وجعفر بن عون، ويحيى بن سعيد القطان، وعبد الرحمن بن المهدي، ووهب بن جرير، وأبا عاصم النبيل، وأبا عامر العقدي، وعبد الله بن داود الخريبي، وأبا بحر البكراوي، وإسحاق بن يوسف الأزرق، وأبا النضر هاشم بن القاسم، وابن أبي فديك، وسفيان بن عيينة، وغيرهم.
روى عنه محمد بن عبد الرحيم صاعقة، وإبراهيم الحربي، وأبو بكر بن ابي الدنيا، وعبد الله بن محمد بن ناحية، ويحيى بن صاعد، وابناه البهلول وأحمد، وغيرهم.

## أقوال العلماء فيه
- قال أبو حاتم الرازي: صدوق.[4]
- ذكره ابن حبان في الثقات.[5]

## وفاته
مات إسحاق بن بهلول الحافظ بالأنبار في ذي الحجة سنة اثنتين وخمسين ومئتين، وقد قارب التسعين. وصلى عليه بحونة بن قيس الشيباني أمير الأنبار إذ ذالك.